# Thomas Forster (ballerino)
Thomas Forster (Londra, 1983) è un danzatore britannico, ballerino principale dell'American Ballet Theatre dal 2020.

## Biografia
Nato e cresciuto a Londra, Thomas Forster ha iniziato a studiare danza a undici anni all'Elmhurst School for Dance e a sedici ha cominciato a perfezionarsi alla Royal Ballet School. Nel 2006 si è trasferito a New York e ha iniziato a ballare per l'American Ballet Theatre, dove è stato promosso a solista nel 2015 e a primo ballerino nel 2020.
All'interno della compagnia ha danzato molti dei maggiori ruoli maschili del repertorio, tra cui Espada e Lorenzo in Don Quixote di Marius Petipa, Thomas ne La Fille mal gardée di Frederick Ashton, Albrecht in Giselle, il Principe ne Lo schiaccianoci, Von Rothbart ne Il lago dei cigni, Apollo in Sylvia e il poeta ne Les Sylphides.
Forster è sposato con la collega Leann Underwood e la coppia ha avuto un figlio.